# Хенкенс, Робин
Робин Хенкенс (нидерл. Robin Henkens; род. 12 сентября 1988, Хасселт, Бельгия) — бельгийский футболист, полузащитник клуба «Ломмел».

## Биография
Родился 12 сентября 1988 года в Хасселте. Является воспитанником любительского клуба «Эндрахт Стеворт», в 1999 году перешёл в «Генк».
После 10 лет в клубе перешел в «КВСК Юнайтед» (прежнее название клуба «Ломмел») сначала на правах аренды, затем через полноценный трансфер.
В 2011 году перешёл в «Мехелен», за который провёл 35 официальных матчей, забив 4 мяча.
В апреле 2013 года было объявлено, что он присоединятся к «Васланд-Беверен», за который суммарно провел 2 сезона
В декабре 2015 на правах свободного агента переходит в команду «Вестерло».
После окончания контракта с «Вестерло», полгода находился без клуба, пока 28 декабря 2017 года не подписал контракт со своим бывшим клубом — «Ломмел».